# Паскаль Сімпсон
Паскаль Сімпсон (швед. Pascal Simpson, нар. 4 травня 1971, Ломе) — шведський футболіст тоголезького походження, що грав на позиції нападника. По завершенні ігрової кар'єри — тренер.

## Клубна кар'єра
Народився 4 травня 1971 року в місті Ломе, Того, в родині тоголезця і німкені. Його батько професійно грав у футбол в Німеччині. У 6 років родина переїхала до Швеції, де Паскаль став займатися футболом у академії столичного клубу «Екеро», а з 1984 року приєднався до «Броммапойкарни». Там з молодіжною командою він виграв молодіжний чемпіонат Швеції 1989 року і з наступного сезону став виступати за першу команду, в якій того року взяв участь у 26 матчах у другому дивізіоні.
На початку 1991 року Сімпсон перейшов до АІК. Наступного року він допоміг команді вибороти титул чемпіона Швеції, вперше за останні 55 років і на тривалий час став одним з лідерів атаки команди. Він також був частиною команди, яка виграла шведський кубок в 1996 і 1997 роках. У фіналі Кубка 1996 року він забив переможний гол проти «Мальме». Також Паскаль себе вдало проявив і в єврокубках — у розіграші Кубка володарів кубків 1996/97 забивав по голу в матчах першого і другого раунду проти ісландського КР (Рейк'явік) та французького «Німа», допомігши своїй команді пройти в чвертьфінал, де він по разу забив у кожному з матчів проти майбутнього тріумфатора турніру іспанської «Барселони», при цьому на «Камп Ноу» він забив уже на 2-й хвилині гри. Загалом за сім сезонів у столичній команді він провів 207 ігор в усіх турнірах і забив 69 голів.
На початку 1998 року відправився за кордон у норвезьку «Волеренгу», де провів три сезони, але після того як команда вилетіла з вищого дивізіону за підсумками сезону 2000 року він перейшов у данський «Копенгаген», якому того ж сезону допоміг виграти чемпіонат Данії. Втім у своєму другому сезоні через проблеми з травмами втратив місце в основі, і клуб восени 2002 року віддав його в оренду на батьківщину в «Гальмстад». Тут він зіграв свої останні 11 ігор в Аллсвенскан і забив три голи. Навесні 2003 року він повернувся до «Копенгагена» і, не зігравши жодного матчу, влітку того ж року завершив професійну ігрову кар'єру.

## Виступи за збірну
1991 року Паскаль набув шведського громадянства і став виступати за молодіжну збірну Швеції, з якою став срібним призером молодіжного чемпіонату Європи 1992 року, забивши єдиний гол своєї команди у фіналі проти італійців (0:2, 1:0). Того ж року став з командою чвертьфіналістом футбольного турніру на літніх Олімпійських іграх.
1997 року зіграв два матчі у складі національної збірної Швеції на товариському Кубку короля Таїланду і став переможцем турніру.

## Кар'єра тренера
Розпочав тренерську кар'єру невдовзі по завершенні кар'єри гравця, 2004 року як тренер молодіжної команди клубу «Броммапойкарна», де з перервами працював до 2012 року. В перервах працював з дорослими нижчоліговими командами «Ескільстуна» та «Грондальс». В подальшому працював ще з рядом нижчолігових команд країни.
| Дата      | Місто   | Господарі | Результат | Гості  | Турнір                       | Голи | Примітки |
| --------- | ------- | --------- | --------- | ------ | ---------------------------- | ---- | -------- |
| 9-2-1997  | Бангкок | Румунія   | 0 – 0     | Швеція | Кубок короля Таїланду 1997   | -    | 67'      |
| 13-2-1997 | Бангкок | Японія    | 0 – 0     | Швеція | Кубок короля Таїланду 1997]] | -    | 78'      |
| Усього    |         | Матчів    | 2         |        | Голів                        | 0    |          |

## Титули і досягнення
- Чемпіон Швеції (1):

АІК: 1992
- Володар Кубка Швеції (2):

АІК: 1995–96, 1996–97
- Чемпіон Данії (1):

АІК: 2000–01